# Globe Shoes
Globe es una compañía de calzado y ropa para skate y surf, fundada en Melbourne (Australia) en 1994 por Stephen y Peter Hill.

## Historia
Como corporación, Globe International Ltd. nació en 1984 agrupando a múltiples marcas que fabricaban productos para skate y surf. Como marca propia, Globe Shoes fue fundada en 1994 por Stephen Hill y Peter Hill, hermanos y skaters profesionales de las décadas de los años 1970 y 1980. Ambos fueron quienes fundaron también Globe International Ltd y Melbourne, Australia, el lugar donde se ubica la historia de Globe.
En 1984 los hermanos comenzaron a ganar dinero vendiendo zapatillas de skate en mercados locales y tablas de skate con materiales provenientes de sus propios coches. En este año crearon una compañía de distribución de material para skate, "Hardcore Enterprises" (llamado más tarde Globe International Ltd.).
Ya en la década de 1990, Globe Shoes tomaría parte activa en el futuro de la corporación australiana. Skaters profesionales han diseñado, desde la creación de Globe Shoes, las zapatillas de la compañía porque sus fundadores dicen no tener “ni idea sobre ropa”.
Globe Shoes es una de las muchas marcas que forman Globe International Ltd., entre las que se encuentran Almost, Enjoi, Blind, Gallaz, Mooks, World Industries, Darkstar, Sista, M-One-11, Speed Demons, Tensor, Sandolls y Anger Mgmt. También cuenta con la licencia para vender en el mercado australiano y asiático marcas como Stussy, Paul Frank, Freshjive, Mossimo y la prestigiosa compañía estadounidense Independent, una de las punteras del mundo del skateboard. Además Globe International Ltd. es el principal distribuidor en Australasia de corporaciones como Girl Family (que incluye compañías como Girl o Fourstar, esta última propiedad del skater profesional Eric Koston), Blitz (prestigioso grupo que engloba a compañías del calibre de Birdhouse, Flip o The Firm), NHS (que cuenta con otras tres prestigiosas compañías del mundo del skate y del surf como Santa Cruz, la mencionada anteriormente Independent y Ricta, líder mundial en fabricación de ruedas para tablas de skateboard) y, finalmente, Venture.
Actualmente el 60% de las ventas de Globe International las representa Globe Shoes.
Globe International cuenta con oficinas en Melbourne, Queensland y Torquay, en Australia; El Segundo, California, Estados Unidos; Hossegor, Francia; Auckland, Nueva Zelanda, Londres, Inglaterra y Ámsterdam, Holanda. También cuenta con oficinas virtuales en los 5 continentes con más de 50 países.

## Equipos patrocinados por Globe
Entre los deportistas patrocinados por la firma, figuran los siguientes:
- Surf: CJ Hobgood, Damien Hobgood, Taj Burrow, Mark Occhilupo y Pancho Sullivan, entre otros.
- Skate: David González (Colombia), Chris Haslam, Mark Appleyard, Rodney Mullen, Luan Oliveira, Matt Mumford son sus indiscutibles estrellas.

Globe también cuenta con el patrocinio exclusivo de un evento del Campeonato del Mundo de surf Foster's ASP World Tour: el Globe WCT Fiji, que se desarrolla en Cloudbreak/Restaurants en Tavarua, Fiyi.